# ريك هوفمان
ريك هوفمان (بالإنجليزية: Rick Hoffman)‏ (من مواليد 12 يونيو 1970) ممثل أمريكي ، أشتهر بأداء شخصية لويس ليت في مسلسل الدعاوي .

## روابط خارجية
- ريك هوفمان على موقع IMDb (الإنجليزية)
- ريك هوفمان على موقع روتن توميتوز (الإنجليزية)
- ريك هوفمان على موقع ألو سيني (الفرنسية)
- ريك هوفمان على موقع أول موفي (الإنجليزية)
- ريك هوفمان على موقع قاعدة بيانات الأفلام السويدية (السويدية)
- ريك هوفمان على موقع إن إن دي بي (الإنجليزية)
- ريك هوفمان على موقع قاعدة بيانات الفيلم (الإنجليزية)
- ريك هوفمان على موقع كينوبويسك (الروسية)